# ユヴァル・ノア・ハラリ
ユヴァル・ノア・ハラリ（ヘブライ語: יובל נח הררי‎、英: Yuval Noah Harari、1976年2月24日 - ）は、イスラエルの歴史学者。ヘブライ大学歴史学部の終身雇用教授 。世界的ベストセラー『サピエンス全史 文明の構造と人類の幸福』、『ホモ・デウス テクノロジーとサピエンスの未来』の著者。著書では自由意志、意識、知能について検証している。

## 略歴
1976年、イスラエルのキリヤット・アタで生まれた。その後ハイファにてレバノンと東ヨーロッパをルーツに持つユダヤ人家庭で育った。21歳の時にゲイであることをカミングアウトした。
2002年に、現在彼の夫であるイツィク・ヤハフ（Itzik Yahav）に出会い、彼はヤハフのことを「私の『すべてのモノのインターネット』（my internet of all things）と語っている」。ヤハフは個人的なマネージャーでもある。カナダのトロントで結婚した。以前はイスラエル中部のモシャブ（農業共同体の一種）で生活していると伝えられていたが、その後テルアビブ近郊に居住していると伝えられている。
2000年、オックスフォード在住中にヴィパッサナー瞑想を開始し、それが「人生を変えた」と語っている。著書『ホモ・デウス』では献辞として「S・N・ゴエンカに捧げる」とされている。

## 経歴
1993年から1998年の間、ヘブライ大学で地中海史と軍事史を学んだ。その後オックスフォード大学のジーザス・カレッジに進み、Steven J. Gunnに師事して2002年に博士の学位を取得した。 2003年から2005年にかけてヤド・ハナディヴのフェローとして博士研究員の立場で歴史学を研究した。
その頃から、主として軍事に関する多くの著書や記事を執筆するようになる。現在の専門は世界史とマクロ・ヒストリー（歴史の究極的な法則性を探求し、長期的・巨視的な傾向を見いだそうとする学問）である。著書『サピエンス全史』は2011年にヘブライ語で出版された。2014年には英語版が出版され、その後30に迫る数の言語に翻訳された。本書においてハラリは人類史の全域に渡る調査を行った。その領域は石器時代から始まって、21世紀における政治的・技術的な革新にいたるまでホモ・サピエンスの進化全域を対象としている。ヘブライ語版はイスラエルでベストセラーとなり、学界のみならず一般の人々の関心もかき立てたためハラリは一躍名声を得た。
ユーチューブで公開されているヘブライ大学における世界史講義（ヘブライ語）は、視聴回数が数十万回という人気を誇っている。またハラリは『A Brief History of Humankind（人類史概論）』という英語での無料オンライン講座を開講しており、全世界で10万人以上の受講者がいる。
2009年から2012年にかけていくつかの有名な賞を受賞して名声を固めていった。さらに2015年、フェイスブックの創始者であり現CEOでもあるマーク・ザッカーバーグによってサピエンス全史が紹介され一躍世界的に有名になった。ザッカーバーグは本書を「人類文明の壮大な歴史物語」と評してフォロワーに紹介した。
2023年3月、Future of Life Instituteが発表した巨大AI開発を一時停止すべきとの公開書簡「Pause Giant AI Experiments」に賛同し、署名した。Full Name: Yuval Noah Harari, Job Title/Position: Author and Professor, Hebrew University of Jerusalem.

## 動物倫理
彼はヴィーガンでもあり、動物（とりわけ家畜）の置かれている深刻な状況に対して見解を持っている。2015年、英国ガーディアン紙に寄稿した記事においては「毎年数100億匹の動物に不必要な苦しみを与えている現代の畜産は、歴史上最大の罪のひとつである。」として、動物性食品の消費を減らすことを呼びかけている。
彼は『サピエンス全史』の執筆過程で、ヴィーガンになったという。
"サピエンス全史の執筆を通して、動物たちが食肉産業や酪農産業でどんな扱いをされているかということに詳しくなった。私はとてもぞっとして、それ以上そのようなことに加担することはしたくないと思った"—ユヴァル・ノア・ハラリ、Yuval Noah Harari: ‘We are quickly acquiring powers that were always thought to be divine’、
家畜の飼育を始めたことが人類の最悪の罪だ、と述べられた著書『サピエンス全史』は、第44代アメリカ大統領バラク・オバマ、第13・17代イスラエル首相のネタニヤフ、実業家のビル・ゲイツやマーク・ザッカーバーグらに影響を与えた。

## 人物
- 2000年から、ヴィパッサナー瞑想を実践しており、それが彼の人生を「変えた」と述べている[21]。『ホモ・デウス』を「私に大切なことを愛情を込めて教えてくれた師、S・N・ゴエンカ」に捧げ、「15年間ヴィパッサナーを実践して得た集中力、平穏、洞察力がなければ、この本を書くことはできなかっただろう」と述べた[22]。

### 社会貢献
- コロナ感染症パンデミックの最中、ドナルド・トランプ前米大統領がWHOへの資金提供を削減したことを受けて、社会貢献企業サピエンシップを通じてWHOに100万ドルを寄付した[23]。

## 著書
サピエンス全史 文明の構造と人類の幸福
- Harari, Yuval Noah (2011). קיצור תולדות האנושות. Jerusalem: Dvir publishing
- Harari, Yuval Noah (2014). Sapiens: A Brief History of Humankind. London: Harvill Secker. ISBN 978-006-231-609-7英語版
  - 柴田裕之 訳『サピエンス全史 文明の構造と人類の幸福 上・下』河出書房新社、2016年9月。ISBN 978-4309226712。(Sapiens: A Brief History of Humankindの翻訳）
- 漫画 サピエンス全史 歴史の覇者編 安原和見訳 2020年11月
- 漫画 サピエンス全史 文明の正体編 梶山あゆみ訳 2021年11月
- 漫画 サピエンス全史 人類の誕生編 梶山あゆみ訳 2024年7月
  - ダヴィッド・ヴァンデルムーレン脚本、ダニエル・カザナヴ漫画 河出書房新社 全5巻予定

ホモ・デウス テクノロジーとサピエンスの未来
- Harari, Yuval Noah (2015). ההיסטוריה של המחר. Jerusalem: Dvir publishing
- Harari, Yuval Noah (2016). Homo Deus: A Brief History of Tomorrow. London: Harvill Secker. ISBN 978-1910701881(ההיסטוריה של המחרの英訳）
  - 柴田裕之 訳『ホモ・デウス テクノロジーとサピエンスの未来 上・下』河出書房新社、2018年9月。ISBN 978-4309227368。 (Homo Deus: A Brief History of Tomorrowの翻訳）
    - 『ホモ・デウス——テクノロジーとサピエンスの未来 上・下』河出文庫、2022年9月

21 Lessons——21世紀の人類のための21の思考
- Harari, Yuval Noah (2018). 21 Lessons for the 21st Century. Random House. ISBN 978-0525512172
  - 柴田裕之 訳『21 Lessons——21世紀の人類のための21の思考』河出書房新社、2019年11月。ISBN 978-4-309-22788-7。（21 Lessons for the 21st Centuryの翻訳）
    - 新版『21 Lessons：21世紀の人類のための21の思考』 河出文庫、2021年11月。ISBN 978-4-309-46745-0
- 『緊急提言 パンデミック: 寄稿とインタビュー』柴田裕之訳 2020年
- 『人類の物語 Unstoppable Us ヒトはこうして地球の支配者になった 』リカル・ザプラナ・ルイズ絵 西田美緒子翻訳 河出書房新社 2022
- 『人類の物語 Unstoppable Us どうして世界は不公平なんだろう』リカル・ザプラナ・ルイズ絵 西田美緒子翻訳 河出書房新社 2023
- 『人類の物語 Unstoppable Us 世界はちがう人どうしでできている』リカル・ザプラナ・ルイズ絵 西田美緒子翻訳 河出書房新社 2025

『NEXUS 情報の人類史』
- Harari, Yuval Noah(2024).Nexus: A Brief History of Information Networks from the Stone Age to AI
  - 柴田裕之訳『NEXUS 情報の人類史 上: 人間のネットワーク、下: AI革命』河出書房新社 2025年3月

### 共著
- 『未来を読む AIと格差は世界を滅ぼすか(「世界の知性」シリーズ) 』ジャレド・ダイアモンド他6名共著 大野和基編集 PHP研究所 2018
- 『コロナ後の世界を語る 現代の知性たちの視線』養老孟司他20名 朝日新聞出版 2020
- 『コロナ後の未来』カタリン・カリコ他5名 文藝春秋 大野和基編集 2022
- 『「常識」が通じない世界で日本人はどう生きるか』ジョージ・ソロス他3名共著 大野和基編集 宝島社 2022
- 『ウクライナ危機後の世界』ジャック・アタリ他5名 大野和基編集 宝島社 2022

### 序文
- 『クリーンミート 培養肉が世界を変える』ポール・シャピロ著 鈴木素子翻訳 2020
- 『私たちはなぜ犬を愛し、豚を食べ、牛を身にまとうのか: カーニズムとは何か』メラニー・ジョイ著 玉木麻子翻訳 2022

## その他

### ドキュメンタリー
- ETV特集「サピエンスとパンデミック 〜ユヴァル・ノア・ハラリ特別授業〜」（2020年11月24日、NHK Eテレ）[24]